# Simon av Imereti
Simon av Imereti, död 1701, var en georgisk monark. Han var kung i kungariket Imereti mellan 1699 och 1701.